# 通广高速公路
通广高速公路是中国四川省一条建设中的高速公路，起于陕西省镇巴县（川陕界），经巴中市通江县、平昌县、达州市渠县、广安市华蓥市，至重庆市合川区（川渝界），接重庆市 澄江支线高速。由于该公路规划连接陕西省内通向镇巴县的高速公路，因此也称作镇广高速公路。

## 路段

### 川陕界－广安
该路段包括镇巴（川陕界）至王坪段、王坪至通江段、通江至广安段三个部分，路线全长261.207公里，采用双向四车道高速公路标准建设，设计速度100公里/小时，估算总投资442.77亿元。其中王坪至通江段已通车，剩余路段尚在建设中。
川陕界至王坪段全长60.815公里，其中主线长46.787公里，两河口支线长14.217公里，桥隧比87.34%；设枢纽互通1处，一般互通4处，匝道收费站4处，服务区1处，于2022年9月26日开工。王坪至通江段全长33.37公里，桥隧比72.2%；设互通立交4座，服务区1处，2020年8月全面开工，于2021年11月30日建成通车。通江至广安段全长156.710km，桥隧比38.68%，设互通式立交16处、分离式立交62处、服务区3处。

### 广安－川渝界
该高速在广安市区内与 广安绕城高速共线，之后在川渝界接重庆市 澄江支线高速。该路段属于广安过境高速公路东环线及渝广高速支线项目的一部分，于2016年6月28日开工建设。2020年12月25日，广安市过境高速公路东环线及渝广高速支线前锋至小沔段高速公路联合通车。